# Krzemienica (Łańcut)
Pour les articles homonymes, voir Krzemienica (homonymie).
Krzemienica est une localité polonaise de la gmina de Czarna, située dans le powiat de Łańcut en voïvodie des Basses-Carpates.